# Juramento de venganza
En el mormonismo, el juramento de venganza o ley de venganza era parte del ritual de investidura de La Iglesia de Jesucristo de los Santos de los Últimos Días (IJSUD). Los participantes hacían un juramento de orar para que Dios tomara venganza de Estados Unidos por la sangre de Joseph Smith y Hyrum Smith, quienes fueron asesinados en 1844. El juramento fue parte de la ceremonia desde aproximadamente 1845 hasta principios de la década de 1930.
El oficiante del ritual ordenaba a los participantes lo siguiente: «Ustedes y cada uno de ustedes hacen convenio y prometen que orarán y nunca dejarán de orar al Dios Todopoderoso para vengar la sangre de los profetas sobre esta nación, y que enseñarán lo mismo para sus hijos y para los hijos de sus hijos hasta la tercera y cuarta generaciones».

## Incorporación en la investidura de Nauvoo
El juramento de venganza fue una adición a la investidura de Nauvoo hecha bajo la dirección de Brigham Young en 1845 en el Templo de Nauvoo, poco después de la muerte de Joseph Smith en 1844. Los participantes acordaron estar obligados por el siguiente juramento:

Usted y cada uno de ustedes hacen convenio y prometen que orarán y nunca dejarán de orar al Dios Todopoderoso para vengar la sangre de los profetas sobre esta nación, y que enseñarán lo mismo a sus hijos y a los hijos de sus hijos hasta la tercera y cuarta generaciones.

Los profetas a los que se hace referencia son Joseph y Hyrum Smith, quienes fueron linchados por una turba en 1844 mientras estaban encarcelados en Carthage, Illinois. La nación referida es Estados Unidos.
El juramento entró en la investidura cuando muchos mormones anhelaban una retribución por el asesinato de los fundadores de su iglesia. Al menos un miembro consideró que el juramento incluía una obligación personal de que «si alguna vez se hubiera encontrado con alguno de los que participaron en esa masacre, sin duda habría intentado vengar la sangre de los mártires». Sin embargo, los miembros entendieron que el juramento solo requería oración.
La oración a la que los miembros investidos se comprometieron se llevó a cabo en al menos algunos casos como parte de la ceremonia del círculo de oración, que también era parte de la investidura pero a menudo se realizaba por separado.

## Base doctrinal
La expiación con sangre es la idea de que la sangre derramada «clama» por la retribución y encuentra varios ejemplos en las escrituras mormonas, así como numerosas referencias en los discursos y escritos de los primeros líderes de la IJSUD. En la Biblia, por ejemplo, la sangre de Abel ascendió a los oídos de Dios después de que Caín lo matara. En el Libro de Mormón, se dice que la «sangre de un hombre justo» (Gedeón) «cayó sobre» el líder teocrático Alma «para vengarse» del asesino (Nehor). Las escrituras mormonas también se refieren al «clamor» de la sangre de los santos que asciende desde el suelo hasta los oídos de Dios como testimonio contra quienes los mataron.
Según Brigham Young, era inevitable que la sangre de Joseph Smith y la sangre de todos los mártires de la fe fueran «expiadas» a «su debido tiempo». Su sangre, dijo, estaba «debajo del altar» y «clamando a Dios, día y noche, por venganza». Young fue el autor más prolífico de discursos que hacían referencia a la expiación con sangre; su discurso más directo declaró que una persona que «ha cometido un pecado que sabe que lo privará de esa exaltación que desea, y que no puede alcanzarla sin el derramamiento de su sangre, y también sabe que al tener su sangre derramada Él expiará ese pecado y será salvo y exaltado con los Dioses. ¿Hay un hombre o una mujer en esta casa que no diga, "derramaré mi sangre para que pueda ser salvo y exaltado con los Dioses?" Toda la humanidad se ama a sí misma, y permite que estos principios sean conocidos por un individuo, y él se alegrará de que su sangre sea derramada. Eso sería amarse a sí mismos, incluso hasta una exaltación eterna. ¿Amarás a tus hermanos o hermanas de la misma manera? cuando han cometido un pecado que no puede ser expiado sin el derramamiento de su sangre? ¿Amarás a ese hombre o mujer lo suficiente como para derramar su sangre? Eso es lo que quiso decir Jesucristo».
John D. Lee hizo referencia al juramento de venganza en su confesión de su participación en la masacre de Mountain Meadows. Lee dijo: «Yo creía entonces, como lo creo ahora, que era la voluntad de todo verdadero mormón en Utah, en ese momento, que los enemigos de la Iglesia debían ser asesinados lo más rápido posible, y que como lo había hecho este grupo de personas hombres entre ellos que se suponía que habían ayudado a matar a los Profetas en la cárcel de Carthage, el asesinato de todos ellos sería mantener nuestros juramentos y vengar la sangre de los Profetas». Después de que el gobierno de los Estados Unidos conoció los hechos de la masacre, Lee fue el único hombre entre las docenas de participantes que fue ejecutado por el gobierno territorial de Utah. De acuerdo con las creencias mormonas sobre la expiación con sangre, Lee fue ejecutado por un pelotón de fusilamiento. Hasta 2004, las leyes sobre penas capitales de Utah permitían a los condenados elegir la ejecución mediante un pelotón de fusilamiento.

## Retiro del juramento
A partir de 1919, el presidente de la IJSUD, Heber J. Grant, nombró un comité encargado de revisar la ceremonia de investidura, que se llevó a cabo bajo la dirección del apóstol George F. Richards de 1921 a 1929. Richards revisó la ceremonia para eliminar el juramento de venganza y la revisión se implementó formalmente a principios de la década de 1930.

## Relatos de testigos oculares
Heber C. Kimball, miembro del Quórum de los Doce Apóstoles de la IJSUD, describió el juramento de venganza en su diario el 21 de diciembre de 1845.
Increase y Maria Van Duesen, una pareja casada, describen su participación en el juramento de venganza en el Templo de Nauvoo el 29 de enero de 1846.
Ann Eliza Young, exesposa plural del presidente de la IJSUD, Brigham Young, describió, en su autobiografía, su experiencia al prestar juramento de venganza.
Una mujer conocida sólo como «Sra. GHR» asistió a una ceremonia de investidura en septiembre de 1879 en Salt Lake City, Territorio de Utah. Ella proporcionó la información para un artículo de Salt Lake Tribune que detalla la ceremonia de investidura. En él, describió el juramento de venganza.
En 1889, varios miembros de la IJSUD que habían emigrado de otros países solicitaron la ciudadanía a los Estados Unidos. Su lealtad a los Estados Unidos se puso en duda debido a los rumores de juramentos tomados durante la ceremonia de investidura. Los siguientes testimonios se encuentran en las transcripciones de esos procedimientos judiciales.
Abraham H. Cannon, miembro del Quorum de los Doce Apóstoles de la IJSUD, escribió en su diario, 6 de diciembre de 1889, la descripción que hizo su padre, el apóstol George Q. Cannon, del juramento de venganza.
Durante las audiencias de Reed Smoot, diciembre de 1904, en testimonio bajo juramento ante el Senado de los Estados Unidos, varios testigos describieron el juramento de venganza.

## Relación con otras «doctrinas de sangre» mormonas
Debido a que se desaconseja a los miembros de la IJSUD hablar en detalle sobre los rituales del templo, hay pocos registros sobre doctrinas y rituales interrelacionados una vez que han sido alterados o eliminados. La expiación con sangre suele ser un concepto más general, con rituales específicos del templo como el juramento de venganza y los «juramentos de sangre» o «penas» que actúan como aplicaciones específicas de la expiación con sangre.
Los juramentos de sangre en la ceremonia del templo de la IJSUD, que se suspendieron en toda la iglesia en 1990, mostraban la voluntad de cortarse el cuello de oreja a oreja si el participante revelaba ciertas partes de los rituales sagrados o si no cumplía las promesas dadas durante las ordenanzas de lavado y unción.
El juramento de venganza está relacionado con la expiación con sangre en el sentido de que ambos requieren la pena capital por los pecados considerados inusualmente atroces. En el mormonismo temprano, el arrepentimiento por crímenes como el asesinato o el adulterio, donde la restitución no es posible, implicaba un sacrificio personal para hacer posible la redención a través de la expiación de Jesucristo. La expiación con sangre se predicó como un método de redención personal, preferiblemente voluntaria, que podría restablecer la posibilidad de salvación.